# Wapen van Arum

Wapen van Arum

Het wapen van Arum is het dorpswapen van het Nederlandse dorp Arum, in de Friese gemeente Súdwest-Fryslân. Het wapen werd in 1969 geregistreerd.

## Beschrijving
De blazoenering van het wapen in het Fries luidt als volgt:
Yn read in gouden peal, biladen mei trije swarte kammen, boppe-inoar pleatst.
De Nederlandse vertaling luidt als volgt: 
In rood een gouden paal, beladen met drie zwarte kammen, boven elkaar geplaatst.
De heraldische kleuren zijn: keel (rood), goud (goud) en sabel (zwart).

## Symboliek
- Kammen: ontleend aan het wapen van het geslacht Van Cammingha dat in het dorp de Cammingha State bewoonde.[2]

Het wapen van Van Cammingha.

## Zie ook

Vlag van Arum